# Ole Lund Kirkegaard
Ole Lund Kirkegaard (Aarhus, 1940. július 29. – Lyon, 1979. március 24.) dán gyermek-, és ifjúsági író. Többnyire gyerekek és felnőttek közti kapcsolatokról írt. Könyvei főszereplői általában antihősök. 1969-ben megkapta a dán kultúrminiszter Gyermekkönyv-díját (Kulturministeriets Børnebogspris).

## Élete
Ole Lund Kirkegaard Aarhusban született Niels Kirkegaard fogász és Ellen Kirkegaard gyermekeként, volt egy Jens nevű testvére. Skanderborgban nőtt fel, 1959-ben érettségizett az Aarhusi Egyházi Iskolában. Ezután tengerészként helyezkedett el egy nemzetközi legénységű tanker hajón. Miután hat évet töltött el tengerészként és kisebb iskolákban ideiglenes munkák elvégzésével, úgy döntött, hogy tanár lesz - annak ellenére, hogy gyerekként utált iskolába járni. 1963-ban diplomázott az Aarhusi Egyetemen, majd egy Hobro és Hadsund közt félúton fekvő 300 fős település, Oue iskolájában tanított. Egyik diákja, a későbbi filmrendező Niels Arden Oplev egyik filmjében (Drømmen – Álom) inspirációt nyert Lund Kirkegaarddal kapcsolatos emlékeiből, a határokat áthágó, testi fenyítést alkalmazó tanárként ábrázolva a belőle formázott karaktert. Az iskola jelenleg egy független iskolaként működik Lille Virgils Friskole néven (a szerző egyik karaktere).
Írói debütálása a Dragen (Sárkány) című novella volt, amelyet egy politikai kezdeményezésre kiírt, gyermekkönyvek írására meghirdetett versenyre nevezett be. Végül meg is nyerte a versenyt és rengeteg bátorítást kapott, hogy írjon még. Az első, gyerekek számára írt regénye a Lille Virgil (Kicsi Virgil) volt, amely 1967-ben jelent meg és hamar sikeressé vált. Kirkegaard képessége arra, hogy együttérzéssel és együttérzést keltően írjon közönségéről (azaz a gyerekekről), valamint vidám és vicces illusztrációi hamar komoly rajongótábort eredményeztek számára. Történetei általában gyerekekről szólnak, akik kapcsolata némileg problémás a szüleikkel és a többi „normális” felnőttel, de találékonysággal és a többi elidegenedett személy, vagy csodabogár segítségével felülkerekednek a gondokon.
Ole Lund Kirkegaard felhasználta történeteit az iskolában is, ahol hangosan felolvasta őket a nebulóknak. Több alkotásából hangoskönyv is készült, itt híres színészek kölcsönözték hangjukat a karaktereknek. 1977-ben úgy döntött, hogy abbahagyja a tanítást és teljes idejét az írásnak szenteli. Anyagilag erre lehetősége volt, mivel könyvei jól fogytak és ösztöndíjat is kapott, de egy idő után úgy érezte, elveszíti az inspirációt, amelyet az iskolában a gyerekektől kapott. Előadásokat tartott szerte az országban, de ez a korlátok nélküli élet egyre súlyosbodó alkoholproblémákhoz vezetett.
Korai halála is erre vezethető vissza, az annak idejében az öngyilkosságról szárnyra kelő szóbeszéd ellenére. Volt felesége, Anne Lise iskolai tanár azonban elutasította ezt, és elmondta, hogy baleset történt. Egyik éjjel egy előadása után betért egy kocsmába és túl sokat ivott. Részegen indul haza, elesett a hóban és reggelre halálra fagyott. Házas ember volt, két lány apja, de három hónappal halála előtt elvált.
Könyvei rengeteg díjat nyertek, mint például 1969-ben a dán kultúrminiszter Gyermekkönyv-díját. Gumi Tarzan című könyvét megfilmesítették és animációs film is készült belőle, több alkotásából musical készült. Magyarul kizárólag Gumi Tarzan című műve jelent meg.

## Művei
- Lille Virgil, 1967
- Albert, 1968
- Orla Frøsnapper, 1969
- Hodja fra Pjort, 1970
- Otto er et næsehorn, 1972
- Gummi-Tarzan, 1975
  - Gumi Tarzan; ford. Dani Tivadar; Móra, Bp., 1986[5]
- Kikkebakke Boligby, 1977
- En flodhest i huset, 1978
- Frode og alle de andre rødder, 1979
- Per og bette Mads, 1981
- Mig og Bedstefar – og så Nisse Pok, 1982
- Tippe Tophat og andre fortællinger, 1982
- Anton og Arnold flytter til byen, 1988
- Anton og Arnold i det vilde vesten, 1988
- Frække Friderik, 2008

## Magyarul
- Gumi Tarzan; ford. Dani Tivadar, ill. a szerző; Móra, Bp., 1986

## Idézetek
- Man ska hitta det man är bra på och inte slösa krafter på det man inte gillar. (Találd meg az életben azt, amiben jó vagy. Ne vesztegesd energiáidat olyan dolgokra, amelyeket nem kedvelsz.)
- Man ska använda sin fantasi. Det har barn lätt för, men vuxna har glömt den. (Mindenkinek használnia kellene a fantáziáját. A gyerekeknek ez rém egyszerű, de a felnőttek mintha elfelejtkeztek volna erről.)

## Érdekességek
- Könyveinek szereplőihez több helyről is merített inspirációt, például Skanderborgból, ahol felnőtt, de akár Oue-ból, is, ahol "Gusten Grodslukare" nevű szereplője született meg, aki állandóan megkergette a gyerekeket. Ezen a helyen létezett egy "klub" is, ahová úgy lehetett bekerülni, hogy az illető már evett földigilisztát.
- Astrid Lindgren komoly hatással volt Kirkegaardra, ennek eredményeképp például a kutyájukat is Pippi-nek nevezte el (az írónő Harisnyás Pippi karaktere után).
- A szerző néhány rajzát aranyművesként dolgozó lánya kiöntötte aranyból.
- Kirkegaard írt számos újság és rádió számára műveket. Népszerű előadónak számított, egyebek közt azért is, mert műveit úgy olvasta fel, mintha színházi előadásban venne részt.